# Hieracium obscuriceps
Hieracium obscuriceps là một loài thực vật có hoa trong họ Cúc. Loài này được (Dahlst.) Schljakov ex Sennikov mô tả khoa học đầu tiên năm 1998.